# Ясен Генріха Борковського
Ясен Генріха Борковського — ботанічна пам'ятка природи місцевого значення в Україні. Ясен зростає на території Мельнице-Подільського парку Чортківського району Тернопільської області. 
Площа — 0,04 га. Статус пам'ятки наданий за ініціативи Київського еколого-культурного центру рішенням Тернопільської обласної ради від 14 квітня 2011 року № 1149. 
Обхват стовбура 4,75 м, висота 26 м, вік 250 років, один з найбільших і найстаріших ясенів України.